# 守護教師
『守護教師』（しゅごきょうし、朝: 동네사람들、英: Neighborhood）は、2018年の韓国のアクションスリラー映画で、イム・ジンスンが監督し、マ・ドンソクとキム・セロンが主演した 。
本作は2018年11月7日に公開された。

## あらすじ
八百長試合に嫌気がさしたボクシングの東洋チャンピオンで、現在はコーチをしているギチョルが暴力沙汰で職を失い、新たな職として地方の女子高に体育教師として赴任することになる。そこで出会った女生徒ユジンは、友人の失踪に疑問を抱き、学校の教師たちに反発しながら消えた友人を探しまわっていた。失踪人探しを手伝うギチョルやユジンの周りで不可解な事件が起こり、その事件の陰に街に巣食う暴力団の姿が見え隠れするようになる。

## キャスト
※括弧内は日本語吹替
- オク・ギチョル - マ・ドンソク[7]（小山力也）
- カン・ユジン - キム・セロン[7]（大関英里）
- ジソン - イ・サンヨプ（英語版）（佐藤友啓）
- キム・ギテ / キ・タエ - チャン・グァン（英語版）
- ドング - オ・ヒジュン
- ビョンドゥ - チン・ソンギュ（裕樹）
- ハン・スヨン - シン・セフィ[8]

## 製作
撮影は2017年7月21日から始まり、2017年9月30日に終了した。

## 公開
本作は、2018年11月7日に、『グースバンプス 呪われたハロウィーン』、『群山：鵞鳥を咏う/Ode to the Goose』（11月8日）、『ヨコクソン/女哭声』（11月8日）と共に公開された。

## 評価
コリア・ヘラルド紙のユン・ミンシクは、「『守護教師』は、興味深いストーリー、有望な設定、良い演技、力強い第一幕があるが、スリルが足りず、第三幕は少し期待外れだった」と、様々な評価を下している。